# Ischnoptera rehni
Ischnoptera rehni är en kackerlacksart som beskrevs av Morgan Hebard 1926. Ischnoptera rehni ingår i släktet Ischnoptera och familjen småkackerlackor. Inga underarter finns listade i Catalogue of Life.